# Rhopalomyia ilexifoliae
Rhopalomyia ilexifoliae är en tvåvingeart som beskrevs av Shinji 1944. Rhopalomyia ilexifoliae ingår i släktet Rhopalomyia och familjen gallmyggor. Inga underarter finns listade i Catalogue of Life.